# Ambia sufetulodes
Ambia sufetulodes là một loài bướm đêm trong họ Crambidae.